# Державний кордон Перу

Перу

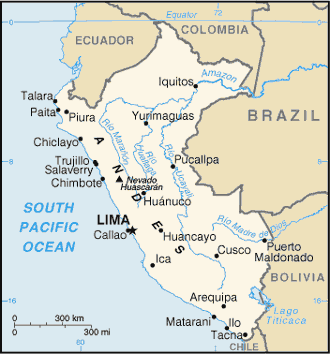
Карта Перу

Державний кордон Перу — державний кордон, лінія на поверхні Землі та вертикальна поверхня, що проходить по цій лінії, що визначають межі державного суверенітету Перу над власними територією, водами, природними ресурсами в них і повітряним простором над ними.

## Сухопутний кордон
Загальна довжина кордону — 7062 км. Перу межує з 5 державами. Уся територія країни суцільна, тобто анклавів чи ексклавів не існує.
Ділянки державного кордону
| Держава  | Ділянка        | Довжина (км) | Прикордонні регіони | Примітки |
| -------- | -------------- | ------------ | ------------------- | -------- |
| Болівія  | південний схід | 1212         |                     |          |
| Бразилія | схід           | 2659         |                     |          |
| Чилі     | південь        | 168          |                     |          |
| Колумбія | північ         | 1494         |                     |          |
| Еквадор  | північ         | 1529         |                     |          |

## Морські кордони

Морські кордони Перу

Перу на заході омивається водами Атлантичного океану. Загальна довжина морського узбережжя 2414 км. Згідно з Конвенцією Організації Об'єднаних Націй з морського права (UNCLOS) 1982 року, протяжність територіальних вод країни встановлено в 200 морських миль (370,4 км) від узбережжя. Континентальний шельф — 200 морських миль (370,4 км) від узбережжя.